# Jean-Paul Dermont
 (mai 2022).
Si vous disposez d'ouvrages ou d'articles de référence ou si vous connaissez des sites web de qualité traitant du thème abordé ici, merci de compléter l'article en donnant les références utiles à sa vérifiabilité et en les liant à la section « Notes et références ».
Jean-Paul Dermont est un acteur belge, né le 6 novembre 1943 à Liège où il est mort le 27 janvier 2025.

## Filmographie

### Cinéma
- 1987 : Il court, il court, le monde
- 1989 : Baptême : le clown
- 1989 : Les Vloems
- 1990 : Un été après l'autre : l'agent de police
- 1990 : Rally du désert
- 1990 : Mon Dieu, c'est plein d'étoiles
- 1991 : Casino
- 1993 : Le Fils du requin
- 1994 : Les Amoureux : l'entrepreneur
- 1996 : La Promesse : Muller
- 1996 : Camping Cosmos : M. Vandeputte
- 1996 : Menteur : le juge
- 1997 : The Black Flower
- 1997 : La Conquête du Pôle Sud
- 1998 : Tout le monde peut se tromper : le gérant
- 1998 : J'adore le cinéma : le présentateur de la bande-annonce
- 2002 : Les Enfants de l'amour : le père de Nathalie
- 2003 : Dédales : Simon
- 2009 : Une chaîne pour deux : Raoul
- 2010 : Rien à déclarer : Léon Vandevoorde
- 2011 : Hasta la vista : le propriétaire du domaine viticole

### Télévision
- 1975 : Métro Luxembourg
- 1977 : Mariages : Didier
- 1979 : L'Homme au petit chien : Cormille
- 1981 : La Mésaventure : Pardonge
- 1981 : Les Roues de la fortune : Bruno Sonners (7 épisodes)
- 1983 : Aéroport (1 épisode)
- 1995 : Julie Lescaut : Jacques Raymond (1 épisode)
- 1996 : Le R.I.F. : Paul Rasnin (1 épisode)
- 1996-1999 : Les Steenfort, maîtres de l'orge : Adolphe (4 épisode)
- 1996 : Les Cordier, juge et flic : le barman (1 épisode)
- 1998 : Tous les papas ne font pas pipi debout : Freddy
- 1998 : Théo et Marie : Ulysse
- 2000 : Léopold : le droguiste
- 2001 : Maigret : le patron de l’auberge (1 épisode)
- 2002 : Joséphine, ange gardien : l'animateur AA (1 épisode)
- 2002 : Libre circulation
- 2004 : Le Président Ferrare : l'avocat général (1 épisode)
- 2005 : Moby Dick et le Secret de Mu : Stubb
- 2018 : Champion : Willy (2 épisodes)

## Doublage

### Cinéma
- 1994 : Frankenstein : La Créature (Robert De Niro)
- 2001 : Cowboy Bebop, le film : Colonel, Carlos et Bob
- 2004 : Yu-Gi-Oh!, le film : La Pyramide de Lumière : Anubis
- 2005 : Inspecteur Gadget et le Ptérodactyle géant : Dr Gang
- 2006 : Hui Buh : Le Fantôme du château
- 2008 : Le Royaume des guerriers : roi Zhao (Zhang Shan)
- 2011 : La Revanche du Petit Chaperon rouge : Nicky Flippers (David Ogden Stiers)
- 2012 : Lettre à Momo : Sachio, le grand-oncle
- 2013 : Albator, corsaire de l'espace : le vieil homme
- 2017 : Cyborg 009 Call of Justice : Dr Isaac Gilmore

### Télévision
- 1992-1993 : Ran la légende verte : Kaba
- 1997-1999 : Spawn
- 1997-2002 : Lupo Alberto
- 1998 : Mythologies : Eumée
- 1999-2000 : Beast Machines: Transformers : Megatron
- 2000-2003 : X-Men: Evolution : Le Fauve
- 2001-2002 : Le Projet Zeta : voix additionnelles
- 2002 : Cybermatt : le hacker (Christopher Lloyd)
- 2003-2006 : Jacob Jacob : le père de Jacob
- 2004-2005 : Fantastic Children : le directeur
- 2004-2008 : Miss Spider : Spiderus
- 2005 : Gun X Sword : le narrateur et Carlos
- 2005 : Moby Dick et le Secret de Mu : Stubb
- 2010-2012 : Avengers : L'Équipe des super-héros : Odin
- 2011-2013 : Doctor Who : Winston Churchill et Androgar